# Botucatu FC
Der Botucatu Futebol Clube war ein Frauenfußballverein aus Botucatu im Bundesstaat São Paulo in Brasilien.
Der Verein wurde 1996 von Edson Castro „Baixinho“ († 7. März 2016) gegründet und Zeit seines Bestehens trainiert. Bedeutende Erfolge konnte er in den letzten Jahren seiner Geschichte erzielen. Zu seinen bekannten aktiven Spielerinnen zählten die Nationalspielerinnen Grazielle, Formiga, Daiane Bagé und Renata Costa. Nach der Saison 2010 wurde der Verein aufgelöst. Als sein Nachfolger wurde, ohne Beteiligung von Edson Catro, die Associação Botucatuense de Desporto (ABD-Botucatu) gegründet, die von 2011 bis 2014 in der Staatsmeisterschaft von São Paulo gespielt hat.

## Erfolge
- Taça Brasil: 2006
- Staatsmeisterschaft von São Paulo: 2006, 2008, 2009

## Weblink
- agencia14news.com.br - Treinador Edson Castro receberá homenagem da família em Botucatu (20. Oktober 2016), abgerufen am 25. November 2017.